# مع العشران
أغنية مع العشران (باللهجة المغربية: M3a L3echrane حيث حرف العين يرمز بالرقم 3). للمغني الراب عمر سهيلي من المغرب المعروف بإسم ديزي دروس (Dizzy DROS). الأغنية تحمل رسائل سياسية واجتماعية وإقتصادية، وكذلك تحمل رسائل ردا على اشخاص معينين مثل رئيس الحكومة المغربية عزيز أخنوش وحزبه التجمع الوطني للأحرار، وأيضا ردا على بعض المغنيين مثل دون بيغ ومنال بنشليخة والكراندي طوطو. وايضا لبعض الشخصيات المشهورة في التواصل الإجتماعي على اليوتوب مثل أسماء بيوتي الذي ذكرها بالإسم، وبعض الإحاءات لبعض الشخصيات مثل هشام الملولي الشرطي المغربي والحقوقي أحمد عصيد في صراعه مع عبد الإله بنكيران على برنامج تلفزي تجسيدا لبرنامج الإتجاه المعاكس على قناة الجزيرة حتى الإسم تم إستبداله لتعطي إسم الأكلة المغربية الحريرة. وكذلك الصحفي حميد المهداوي المعروف في المغرب، وايضا تجسيد لعدة ادوار واحداث شهيرة عالمية مثل حادثة ضرب بوش بالحذاء ومقتل جورج فلويد وايضا داخل المغرب مثل توقيع على محاضر وكذلك احداث الأساتذة المتعاقدين.
عملت الأغنية ضجة كبيرة في المغرب وفي العالم العربي والعالم، ولقيت ترحيبا واسعا بين الجماهير والنقاد وكذلك لشخصيات سياسية. وصلت الأغنية لمليون مشهادة خلال يوم واحد. و 42 مليون مشاهدة خلال شهرين على اليوتيب.

### الخلفية

#### السجن السري
في الأغنية تشير الحافلة أنها ذاهبة إلى سجن سري، ملمحة بالسجون السرية مثل سجن تازمامارت وسجن تمارة وسجن غواتنامو، وتعامل السلطات مثل تعامل مع مقتل جورج فلويد.

#### البرنامج التلفزي
آلإتجاه المعاكس برنامج على قناة الجزيرة من تقديم الصحفي فيصل القاسم، دائما البرنامج ينتهي بنزاع أو مناوشات أو صراعات، حتى في البرامج على قنوات أخرى  مثل حلقة بين المعارض السوري محي الدين لاذقاني والسوري جوزيف أبو فاضل. أما مسألة كسر الطاولة فقد حدتث في برنامج بين اتجاهين على قناة سفن ستارز الأردنية من تقديم الصحفي زهير العزة، على خلفية مواقفهما المتناقضة إزاء الأزمة السورية بين شاكر الجوهري ومحمد شريف الجيوسي  آلمشاجرة سبقها حوار ثم تطور الى تبادل الإتهامات ثم شتائم ثم قلب الطاولة إثر الإشتباك بالأيدي  لكن مسألة إسقاط الكاميرا وقعت في برنامج ٱخر.لكن البرنامج حمل إسم "معكم حوروبات" اي الحروب بدل الإتجاه المعاكس على قناة الجزيرة وتم تغيير إسم القناة بتغيير حرف الجيم إلى حرف الحاء الحريرة أكلة مغربية شهيرة ويحمل معنى شعبي "عدم الإنتظام"، ايضا ديزي دروس لعب دور الصحفي فيصل القاصف بمعنى القصف بدل الصحفي فيصل القاسمي لكن الصحفي الذي جسده هو الإعلامي المغربي يوسف بلهيسي في تصرفاته لكن في نفس الوقت اخد شكل الصحفي الصحافي جامع كلحسن مقدم برنامج مباشر معكم على القناة الثانية.
اما الشخصين هما الحقوقي الأمازيغي أحمد عصيد وعبد الإله بنكيران الأمين العام لحزب العدالة والتنمية. يجسدان المتصارعان لتلك تلاثة برامج إسقاط الكاميرا وقلب الطاولة وشجار بالأيدي.

#### الصحفي والرئيس
عزيز أخنوش سياسي ورجل أعمال مغربي ورئيس الحكومة المغربية حاليا والأمين العام لحزب التجمع الوطني للأحرار. صرح سنة 2019 انه سيعيد تربية المغاربة   اي إعادة تأديبهم فلقي إستنكارا واسعا من طرف المغاربة. هو أيضا من الأغنياء ويمتلك شركات عديدة ومجموعة أكوا، من بينها شركة أفريقيا غاز. أصبحت تلك المقولة متداولة بشكل واسع.
يجسد ديزي دروس الصحفي المغربي حميد المهداوي بنفس الطريقة في طرح المواضيع والإنتقاد لحكومة عزيز اخنوش. وايضا الصحفي العراقي منتظر الزيدي في حادثة ضرب بوش بالحذاء
الممثل الأمريكي الشهير ويل سميث حاضر في اللقاء الصحفي بين الصحفي والرئيس على شكل مسرح وتمثيل
الإعتقال شبيه بالإعتقال للمحتجين الأساتذة المتعاقدين